# كازينو (فلم 1972)
كازينو (بالإنجليزية: The Casino) فيلم كونغ فو بِاللُغة المندراينية الصينية تم إنتاجه في هونغ كونغ عام 1972 وإخرجه المُخرج الصيني تشونغ تشانغ تشاك وهو من كِتابة ني كوانغ وإنتاج سيو يونغ تشونغ.

## الأبطال
- Lily Ho Li Li
- نان شيانغ
- تونغ ديك
- شوم لو
- سيك كين[2]

## روابط خارجية
- مقالات تستعمل روابط فنية بلا صلة مع ويكي بيانات